# Copa Chile 1994
La Copa Chile 1994, llamada como «Copa Chile Banco del Estado 1994» por fines de patrocinio, fue la 24ª edición del torneo Copa Chile. El torneo comenzó el 5 de marzo de 1994 y concluyó el 24 de agosto del mismo año. Colo-Colo ganó por novena vez el título, venciendo en la final a O'Higgins mediante lanzamientos penales.
Fue la última vez que en el sistema de grupos antiguo se cruzaron equipos de la Primera División y de la Segunda.

## Fase de grupos

### Grupo 1
| Pos | Equipo               | PJ | PG | PE | PP | GF | GC | Dif | Pts |
| --- | -------------------- | -- | -- | -- | -- | -- | -- | --- | --- |
| 1   | Cobreloa             | 10 | 7  | 1  | 2  | 23 | 15 | +8  | 15  |
| 2   | Deportes Antofagasta | 10 | 6  | 1  | 3  | 21 | 10 | +11 | 13  |
| 3   | Deportes Iquique     | 10 | 5  | 2  | 3  | 16 | 14 | +2  | 12  |
| 4   | Deportes Arica       | 10 | 2  | 1  | 7  | 12 | 23 | -11 | 5   |
| 5   | Cobresal             | 10 | 1  | 2  | 7  | 7  | 17 | -10 | 4   |

### Grupo 2
| Pos | Equipo             | PJ | PG | PE | PP | GF | GC | Dif | Pts |
| --- | ------------------ | -- | -- | -- | -- | -- | -- | --- | --- |
| 1   | Regional Atacama   | 10 | 8  | 0  | 2  | 14 | 5  | +9  | 16  |
| 2   | Unión La Calera    | 10 | 3  | 4  | 3  | 13 | 14 | -1  | 10  |
| 3   | Deportes La Serena | 10 | 2  | 5  | 3  | 9  | 9  | 0   | 9   |
| 4   | Coquimbo Unido     | 10 | 1  | 6  | 3  | 9  | 10 | -1  | 8   |
| 5   | Deportes Ovalle    | 10 | 2  | 4  | 4  | 9  | 16 | -7  | 8   |

### Grupo 3
| Pos | Equipo               | PJ | PG | PE | PP | GF | GC | Dif | Pts |
| --- | -------------------- | -- | -- | -- | -- | -- | -- | --- | --- |
| 1   | Universidad de Chile | 10 | 8  | 2  | 0  | 27 | 7  | +20 | 18  |
| 2   | Unión Española       | 10 | 5  | 2  | 3  | 13 | 14 | -1  | 12  |
| 3   | Everton              | 10 | 4  | 3  | 3  | 15 | 14 | +1  | 11  |
| 4   | Santiago Wanderers   | 10 | 2  | 3  | 5  | 12 | 17 | -5  | 7   |
| 5   | Unión San Felipe     | 10 | 0  | 4  | 6  | 8  | 19 | -11 | 4   |

### Grupo 4
| Pos | Equipo               | PJ | PG | PE | PP | GF | GC | Dif | Pts |
| --- | -------------------- | -- | -- | -- | -- | -- | -- | --- | --- |
| 1   | Colo-Colo            | 10 | 5  | 4  | 1  | 21 | 17 | +4  | 14  |
| 2   | Palestino            | 10 | 6  | 0  | 4  | 21 | 17 | +4  | 12  |
| 3   | Universidad Católica | 10 | 3  | 4  | 3  | 12 | 11 | +1  | 10  |
| 4   | Audax Italiano       | 10 | 2  | 3  | 5  | 13 | 18 | -5  | 7   |
| 5   | Deportes Melipilla   | 10 | 1  | 3  | 6  | 10 | 18 | -8  | 5   |

### Grupo 5
| Pos | Equipo           | PJ | PG | PE | PP | GF | GC | Dif | Pts |
| --- | ---------------- | -- | -- | -- | -- | -- | -- | --- | --- |
| 1   | Rangers          | 10 | 5  | 3  | 2  | 13 | 10 | +3  | 13  |
| 2   | Huachipato       | 10 | 4  | 3  | 3  | 14 | 7  | +7  | 11  |
| 3   | O'Higgins        | 10 | 3  | 5  | 2  | 12 | 11 | +1  | 11  |
| 4   | Unión Santa Cruz | 10 | 4  | 2  | 4  | 15 | 16 | -1  | 10  |
| 5   | Colchagua        | 10 | 2  | 4  | 4  | 10 | 13 | -3  | 8   |
| 6   | Ñublense         | 10 | 2  | 3  | 5  | 15 | 22 | -7  | 7   |

### Grupo 6
| Pos | Equipo                | PJ | PG | PE | PP | GF | GC | Dif | Pts |
| --- | --------------------- | -- | -- | -- | -- | -- | -- | --- | --- |
| 1   | Deportes Concepción   | 10 | 6  | 2  | 2  | 15 | 11 | +4  | 14  |
| 2   | Provincial Osorno     | 10 | 4  | 4  | 2  | 9  | 5  | +4  | 12  |
| 3   | Fernández Vial        | 10 | 4  | 3  | 3  | 16 | 10 | +6  | 11  |
| 4   | Deportes Puerto Montt | 10 | 2  | 7  | 1  | 6  | 6  | 0   | 11  |
| 5   | Deportes Temuco       | 10 | 1  | 5  | 4  | 12 | 16 | -4  | 7   |
| 6   | Lota Schwager         | 10 | 1  | 3  | 6  | 7  | 17 | -10 | 5   |

## Octavos de final
| Equipo 1             | Agr. | Equipo 2             | Ida | Vuelta |
| -------------------- | ---- | -------------------- | --- | ------ |
| Huachipato           | 2:5  | Colo-Colo            | 1:3 | 1:2    |
| Everton              | 4:2  | Palestino            | 1:1 | 3:1    |
| Unión La Calera      | 1:8  | Cobreloa             | 1:3 | 0:5    |
| Provincial Osorno    | 1:3  | Rangers              | 1:3 | 0:0    |
| Fernández Vial       | 0:4  | Universidad de Chile | 0:0 | 0:4    |
| Deportes Antofagasta | 6:5  | Unión Española       | 4:1 | 2:4    |
| O'Higgins            | 3:2  | Deportes Concepción  | 1:0 | 2:2    |
| Deportes Iquique     | 3:6  | Regional Atacama     | 3:1 | 0:5    |

## Cuartos de final
| Equipo 1             | Agr. | Equipo 2         | Ida | Vuelta |
| -------------------- | ---- | ---------------- | --- | ------ |
| Rangers              | 1:3  | Colo-Colo        | 1:0 | 0:3    |
| O'Higgins            | 5:3  | Everton          | 2:1 | 3:2    |
| Deportes Antofagasta | 4:3  | Cobreloa         | 3:2 | 1:1    |
| Universidad de Chile | 6:3  | Regional Atacama | 5:0 | 1:3    |

## Semifinales
| 26 de julio de 1994 | O'Higgins                    | 3:3 (2:2) | Universidad de Chile                          | Estadio El Teniente, Rancagua,                           |                                                          |
|                     | Riveros 5', 47' · Moyano 23' |           | 29' Guevara · 38' Mardones · 55' (pen.) Salas | Asistencia: 4.582 espectadores Árbitro(s): Enrique Marín | Asistencia: 4.582 espectadores Árbitro(s): Enrique Marín |

| 4 de agosto de 1994 | Universidad de Chile | 1:2 (0:1) (Global 4:5) | O'Higgins                     | Estadio Nacional, Santiago,                                     |                                                                 |
|                     | Salas 65'            |                        | 45' Moyano · 89' Eduardo Soto | Asistencia: 25.900 espectadores Árbitro(s): Salvador Imperatore | Asistencia: 25.900 espectadores Árbitro(s): Salvador Imperatore |

- Clasifica: O'Higgins.

| 4 de agosto de 1994 | Deportes Antofagasta | 0:2 (0:0) | Colo-Colo               | Estadio Regional, Antofagasta,                           |                                                          |
|                     |                      |           | 47' Ramírez · 53' Tapia | Asistencia: 13,000 espectadores Árbitro(s): Hernán Silva | Asistencia: 13,000 espectadores Árbitro(s): Hernán Silva |

| 10 de agosto de 1994 | Colo-Colo                    | 3:1 (1:0) (Global 5:1) | Deportes Antofagasta | Estadio Monumental, Santiago,                            |                                                          |
|                      | Toninho 36', 84' · Yáñez 73' |                        | 63' Arturi           | Asistencia: 8.147 espectadores Árbitro(s): Mario Sánchez | Asistencia: 8.147 espectadores Árbitro(s): Mario Sánchez |

- Clasifica: Colo-Colo.

## Final
| 24 de agosto de 1994 | Colo-Colo                                                                        | 1:1 (1:0) (3:2 p.)         | O'Higgins                                                                     | Estadio Nacional, Santiago,                                   |                                                               |
|                      | Marcelo Vega 40'                                                                 | Reporte                    | 71' Joel Molina                                                               | Asistencia: 31,371 espectadores Árbitro(s): Hernán Silva Arce | Asistencia: 31,371 espectadores Árbitro(s): Hernán Silva Arce |
|                      |                                                                                  | Tiros desde el punto penal |                                                                               |                                                               |                                                               |
|                      | Miguel Ramírez · Pedro Reyes · Marco Antonio Etcheverry · Marcelo Vega · Toninho |                            | Jorge Díaz · Danilo Chacón · Mauro Meléndez · Mauricio Illesca · Wilson Rojas |                                                               |                                                               |

### Detalles
|       | POR   | Marcelo Ramírez  |     |
|       | DEF   | Ricardo González |     |
|       | DEF   | Eduardo Vilches  |     |
|       | DEF   | Pedro Reyes      |     |
|       | DEF   | Javier Margas    |     |
|       | MED   | Gabriel Mendoza  |     |
|       | MED   | Miguel Ramírez   |     |
|       | MED   | Marcelo Vega     |     |
|       | DEL   | Héctor Tapia     | 83' |
|       | DEL   | Patricio Yáñez   |     |
|       | DEL   | Toninho          |     |
| D. T. | D. T. | Ignacio Prieto   |     |

|       | POR   | Roberto Rojas     |     |
|       | DEF   | Mauro Meléndez    |     |
|       | DEF   | Clarence Acuña    |     |
|       | DEF   | Eduardo Soto      |     |
|       | DEF   | Wilson Rojas      |     |
|       | MED   | Joel Molina       | 81' |
|       | MED   | Luis Casanova     |     |
|       | MED   | Jorge Díaz        |     |
|       | DEL   | Jaime Riveros     | 56' |
|       | DEL   | Malcom Moyano     |     |
|       | DEL   | Mauricio Illesca  |     |
| D. T. | D. T. | Roberto Hernández |     |

|  | MED | Marco Antonio Etcheverry | 83' |

|  | MED | Moisés Ávila  | 56' |
|  | DEL | Danilo Chacón | 81' |

| 40' | Marcelo Vega |  |

| 71' | Joel Molina |  |

| Fallo de penal · Acierto de penal · Acierto de penal · Fallo de penal · Acierto de penal | Marcelo Vega Miguel Ramírez Pedro Reyes Toninho Marco Antonio Etcheverry | 0:1 1:2 2:2 |

| Acierto de penal · Fallo de penal · Acierto de penal · Fallo de penal · Fallo de penal | Jorge Díaz Mauro Meléndez Danilo Chacón Mauricio Illesca Wilson Rojas | 0:1 1:1 2:1 |

| Principal | Hernán Silva Arce |

|       | POR   | Marcelo Ramírez  |     |
|       | DEF   | Ricardo González |     |
|       | DEF   | Eduardo Vilches  |     |
|       | DEF   | Pedro Reyes      |     |
|       | DEF   | Javier Margas    |     |
|       | MED   | Gabriel Mendoza  |     |
|       | MED   | Miguel Ramírez   |     |
|       | MED   | Marcelo Vega     |     |
|       | DEL   | Héctor Tapia     | 83' |
|       | DEL   | Patricio Yáñez   |     |
|       | DEL   | Toninho          |     |
| D. T. | D. T. | Ignacio Prieto   |     |

|       | POR   | Roberto Rojas     |     |
|       | DEF   | Mauro Meléndez    |     |
|       | DEF   | Clarence Acuña    |     |
|       | DEF   | Eduardo Soto      |     |
|       | DEF   | Wilson Rojas      |     |
|       | MED   | Joel Molina       | 81' |
|       | MED   | Luis Casanova     |     |
|       | MED   | Jorge Díaz        |     |
|       | DEL   | Jaime Riveros     | 56' |
|       | DEL   | Malcom Moyano     |     |
|       | DEL   | Mauricio Illesca  |     |
| D. T. | D. T. | Roberto Hernández |     |

|  | MED | Marco Antonio Etcheverry | 83' |

|  | MED | Moisés Ávila  | 56' |
|  | DEL | Danilo Chacón | 81' |

| 40' | Marcelo Vega |  |

| 71' | Joel Molina |  |

| Fallo de penal · Acierto de penal · Acierto de penal · Fallo de penal · Acierto de penal | Marcelo Vega Miguel Ramírez Pedro Reyes Toninho Marco Antonio Etcheverry | 0:1 1:2 2:2 |

| Acierto de penal · Fallo de penal · Acierto de penal · Fallo de penal · Fallo de penal | Jorge Díaz Mauro Meléndez Danilo Chacón Mauricio Illesca Wilson Rojas | 0:1 1:1 2:1 |

| Principal | Hernán Silva Arce |

|       | POR   | Marcelo Ramírez  |     |
|       | DEF   | Ricardo González |     |
|       | DEF   | Eduardo Vilches  |     |
|       | DEF   | Pedro Reyes      |     |
|       | DEF   | Javier Margas    |     |
|       | MED   | Gabriel Mendoza  |     |
|       | MED   | Miguel Ramírez   |     |
|       | MED   | Marcelo Vega     |     |
|       | DEL   | Héctor Tapia     | 83' |
|       | DEL   | Patricio Yáñez   |     |
|       | DEL   | Toninho          |     |
| D. T. | D. T. | Ignacio Prieto   |     |

|       | POR   | Roberto Rojas     |     |
|       | DEF   | Mauro Meléndez    |     |
|       | DEF   | Clarence Acuña    |     |
|       | DEF   | Eduardo Soto      |     |
|       | DEF   | Wilson Rojas      |     |
|       | MED   | Joel Molina       | 81' |
|       | MED   | Luis Casanova     |     |
|       | MED   | Jorge Díaz        |     |
|       | DEL   | Jaime Riveros     | 56' |
|       | DEL   | Malcom Moyano     |     |
|       | DEL   | Mauricio Illesca  |     |
| D. T. | D. T. | Roberto Hernández |     |

|  | MED | Marco Antonio Etcheverry | 83' |

|  | MED | Moisés Ávila  | 56' |
|  | DEL | Danilo Chacón | 81' |

| 40' | Marcelo Vega |  |

| 71' | Joel Molina |  |

| Fallo de penal · Acierto de penal · Acierto de penal · Fallo de penal · Acierto de penal | Marcelo Vega Miguel Ramírez Pedro Reyes Toninho Marco Antonio Etcheverry | 0:1 1:2 2:2 |

| Acierto de penal · Fallo de penal · Acierto de penal · Fallo de penal · Fallo de penal | Jorge Díaz Mauro Meléndez Danilo Chacón Mauricio Illesca Wilson Rojas | 0:1 1:1 2:1 |

| Principal | Hernán Silva Arce |

|       | POR   | Marcelo Ramírez  |     |
|       | DEF   | Ricardo González |     |
|       | DEF   | Eduardo Vilches  |     |
|       | DEF   | Pedro Reyes      |     |
|       | DEF   | Javier Margas    |     |
|       | MED   | Gabriel Mendoza  |     |
|       | MED   | Miguel Ramírez   |     |
|       | MED   | Marcelo Vega     |     |
|       | DEL   | Héctor Tapia     | 83' |
|       | DEL   | Patricio Yáñez   |     |
|       | DEL   | Toninho          |     |
| D. T. | D. T. | Ignacio Prieto   |     |

|       | POR   | Roberto Rojas     |     |
|       | DEF   | Mauro Meléndez    |     |
|       | DEF   | Clarence Acuña    |     |
|       | DEF   | Eduardo Soto      |     |
|       | DEF   | Wilson Rojas      |     |
|       | MED   | Joel Molina       | 81' |
|       | MED   | Luis Casanova     |     |
|       | MED   | Jorge Díaz        |     |
|       | DEL   | Jaime Riveros     | 56' |
|       | DEL   | Malcom Moyano     |     |
|       | DEL   | Mauricio Illesca  |     |
| D. T. | D. T. | Roberto Hernández |     |

|  | MED | Marco Antonio Etcheverry | 83' |

|  | MED | Moisés Ávila  | 56' |
|  | DEL | Danilo Chacón | 81' |

| 40' | Marcelo Vega |  |

| 71' | Joel Molina |  |

| Fallo de penal · Acierto de penal · Acierto de penal · Fallo de penal · Acierto de penal | Marcelo Vega Miguel Ramírez Pedro Reyes Toninho Marco Antonio Etcheverry | 0:1 1:2 2:2 |

| Acierto de penal · Fallo de penal · Acierto de penal · Fallo de penal · Fallo de penal | Jorge Díaz Mauro Meléndez Danilo Chacón Mauricio Illesca Wilson Rojas | 0:1 1:1 2:1 |

| Principal | Hernán Silva Arce |

## Campeón
| Chile               |
| Colo-Colo 9º Título |
|                     |
| Copa Chile          |

## Goleadores
| Jugador          | Equipo               | Goles |
| ---------------- | -------------------- | ----- |
| Marcelo Salas    | Universidad de Chile | 12    |
| Alejandro Glaría | Cobreloa             | 12    |